# 渡邉惠理子
渡邉 惠理子（わたなべ えりこ、1958年12月27日 - ）は、日本の弁護士。最高裁判所判事。戸籍名は宮城惠理子。専門分野は独占禁止法。

## 人物・経歴
福島県福島市で生まれ、東北地方や新潟県を転々とし、宮城県第一女子高等学校を経て、1983年東北大学法学部卒業。1986年司法修習生（40期）。1988年弁護士登録（第一東京弁護士会）、長島・大野法律事務所入所。1994年ワシントン大学ロー・スクール修了、LL.M.取得。同年カークランド・アンド・エリス入所。1995年公正取引委員会事務総局入局。2000年長島・大野・常松法律事務所パートナー。2004年慶應義塾大学大学院法務研究科法務専攻教授。2005年経済産業省産業構造審議会競争環境整備小委員会委員。2007年総務省官民競争入札等監理委員会委員、慶應義塾大学大学院法務研究科法務専攻非常勤講師。2012年NHK経営委員会委員・監査委員。2019年法務省司法試験考査委員（経済法）。2020年お茶の水女子大学監事。
2021年7月16日に最高裁判所判事に就任。同年10月31日の最高裁判所裁判官国民審査において、罷免を可とする票3,468,613票、罷免を可とする率6.07%で信任。